# كاثرين تيت
كاثرين جين تيت (بالإنجليزية: Catherine Tate)‏ (ولدت كاثرين فورد، 12 مايو 1968) ممثلة، كوميدية ، وكاتبة إنجليزية فازت بالعديد من الجوائز عن عملها في المسلسل الكوميدي على قناة بي بي سي كاثرين تيت شو (2004-2007) ، فضلاً عن ترشيحها لجائزة إيمي الدولية لأفضل ممثلة وسبع جوائز بافتا. بعد نجاح عرض كاثرين تيت ، لعبت تيت دور دونا نوبل في عرض عيد الميلاد الخاص للطبيب هو (2006) ثم أعادت تمثيل دورها ، لتصبح الرفيق المعتاد للطبيبة العاشرة في السلسلة الرابعة (2008).، وحلقات الذكرى الستين في عام 2023.
بعد نجاح عرض كاثرين تيت، لعب تيت دور البطولة في دور جواني تايلور في المسلسل الكوميدي بي بي سي وان كاثرين تيت نان (2009-2015) وفي الفيلم فيلم نان (2022). بدأت دور نيلي بيرترام في النسخة الأمريكية من المكتب، وكانت متواجدة بإنتظام حتى انتهاء المسلسل. لعبت أيضًا دور الآنسة سارة بوستيرن في المسرحية الهزلية بي بي سي وان مدرسة كبيرة (2013-2014) وأبدت صوت ماجيكا دي سبيل في مسلسل الرسوم المتحركة دكتاليز (2017-2021). في أوائل عام 2020، ابتكرت ولعبت دور البطولة في مسلسلين كوميديين، هما خلية صلبة على نيتفليكس والتي شاركت أيضًا في إخراجها، وملكة أوز على قناة بي بي سي وان.

## نشأتها
ولدت تاتي كاثرين فورد في 12 مايو 1968، في بلومزبري،

## روابط خارجية
- Catherine Tate at بي بي سي عبر الإنترنت/comedy
- The Catherine Tate Show at بي بي سي عبر الإنترنت/comedy
- كاثرين تيت على موقع IMDb (الإنجليزية)
- كاثرين تيت على موقع روتن توميتوز (الإنجليزية)
- كاثرين تيت على موقع ألو سيني (الفرنسية)
- كاثرين تيت على موقع ميوزك برينز (الإنجليزية)
- كاثرين تيت على موقع تيرنر كلاسيك موفيز (الإنجليزية)
- كاثرين تيت على موقع أول موفي (الإنجليزية)
- كاثرين تيت على موقع قاعدة بيانات برودواي على الإنترنت (الإنجليزية)
- كاثرين تيت على موقع قاعدة بيانات الأفلام السويدية (السويدية)
- كاثرين تيت على موقع إن إن دي بي (الإنجليزية)
- كاثرين تيت على موقع ديسكوغز (الإنجليزية)